# ドライバーテクノロジーズ
株式会社ドライバーテクノロジーズ（英：DRIVER Technologies Inc.）は、物流業界でドライバー求人サイト事業、シェアリングエコノミー事業、プライベート・エクイティ・ファンド事業を展開するインターネット企業。
2021年10月にソフトバンクグループの連結子会社であるZホールディングス株式会社（現在のLINEヤフー株式会社）とインドネシアのプライベートエクイティ（PE）ファンドであるEast Venturesが資本金額の49.3%ずつを共同出資して設立された合弁会社である。
2023年9月にカーニバルグループ株式会社から社名変更し、東証プライム市場上場の株式会社ベクトルなどを引受先とした第三者割当増資による1億円の資金調達を実施。主要株主であるLINEヤフー株式会社に加え、新たに株式会社ベクトルなどが株主として資本参画。
物流業界において、配送案件と配送リソースに関するAIを利用したマッチングプラットフォームを中心に複数事業を展開している。
2025年3月にはLINEヤフー系のブーストキャピタルやEast Ventures、京都フィナンシャルグループ傘下の京都キャピタルパートナーズ、山陰合同銀行系ファンドなどを引受先とする第三者割当増資などで5.5億円の資金調達を実施し、累計資金調達額は約7億円に。
調達資金は組織体制の強化と事業承継の問題に取り組むと発表している。

## 沿革
- 2021年10月10日 - Zホールディングス株式会社（現・LINEヤフー株式会社）とEast Venturesが資本金額の49.3%ずつを共同出資[2]してカーニバルグループ株式会社として設立。
- 2022年5月1日 - 未経験からのドライバー転職サービス「LAND:PILOT」[10]を開始
- 2023年1月1日 - 開発検証拠点の大崎カーニバルビレッジを開設[11]
- 2023年11月29日 - カーニバルグループ株式会社から株式会社ドライバーテクノロジーズへ社名変更し、東証プライム市場上場の株式会社ベクトルなどを引受先とした第三者割当増資による1億円の資金調達を実施[3][4]
- 2023年11月30日 - IVS 2023 Winter 優勝[3]
- 2025年3月28日 - LINEヤフー系[6]のブーストキャピタルや、京都フィナンシャルグループ傘下の京都キャピタルパートナーズ、山陰合同銀行系ファンドなどを引受先とする第三者割当増資などで5.5億円の資金調達を実施、累計資金調達額が約7億円に[7][8][9]